# Корнев, Василий Иванович (дипломат)
Васи́лий Ива́нович Ко́рнев (1915 — 1986) — советский дипломат. Чрезвычайный и полномочный посол.

## Биография
Член ВКП(б).
- В 1942—1943 годах — сотрудник посольства СССР в Турции.
- В 1943—1946 годах — сотрудник центрального аппарата НКИД СССР.
- В 1946—1947 годах — сотрудник посольства СССР в Турции.
- В 1947—1951 годах — сотрудник центрального аппарата МИД СССР.
- В 1951—1956 годах — советник посольства СССР в Турции.
- В 1956—1958 годах — заместитель заведующего Отделом стран Среднего Востока МИД СССР.
- В 1958—1961 годах — генеральный консул СССР в Дамаске (Объединённая Арабская Республика).
- С 10 июля 1961 по 9 октября 1962 — чрезвычайный и полномочный посол СССР в Ливане[1].
- В 1962—1972 годах — на ответственной работе в центральном аппарате МИД СССР.
- С 26 мая 1972 по 15 июля 1980 — чрезвычайный и полномочный посол СССР в Йеменской Арабской Республике[2].

Похоронен в Москве на Кунцевском кладбище.

## Награды
- Орден Красной Звезды (5 ноября 1945);
- Орден Трудового Красного Знамени (22 октября 1971)[3];
- Орден Дружбы народов (1975);
- Орден «Знак Почёта» (1966).